# Нигман
Нигма́н (каз. Нығман) — село у складі Нуринського району Карагандинської області Казахстану. Входить до складу Куланутпеського сільського округу.
Населення — 91 особа (2021; 102 у 2009, 172 у 1999, 314 у 1989).
Національний склад станом на 1989 рік:
- казахи — 100 %.

У радянські часи називалось також Нигиман.